# Ministère de la Santé (Pays-Bas)
Pour les articles homonymes, voir Ministère de la Santé et Ministère de la Santé publique.

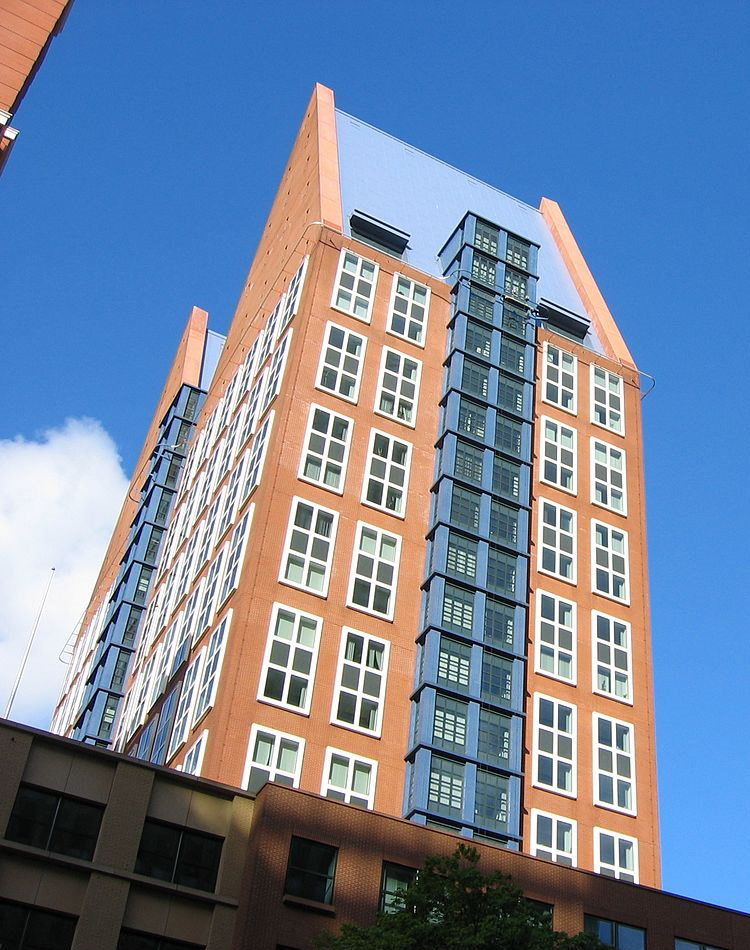
Le bâtiment Castalia à La Haye, siège du ministère de la Santé des Pays-Bas depuis 1998.

Le ministère de la Santé publique, du Bien-être et des Sports (en néerlandais : Ministerie van Volksgezondheid, Welzijn en Sport, VWS), abrégé en ministère de la Santé, est un département ministériel du gouvernement du royaume des Pays-Bas.
Il est chargé de la politique concernant la santé publique, les soins de santé, la qualité de vie, le travail social et les sports au sein du pays.

## Historique
Le ministère tire ses origines du ministère des Affaires sociales et de la Santé publique créé en 1951.
Le ministère a été créé en 1982 sous le nom « ministère du Bien-être, de la Santé publique et de la Culture », une reprise de certaines activités des ministères de la Culture, des Loisirs et du Travail social et de la Santé publique et de l'Hygiène de l'environnement,.
En 1994, le ministère prend son nom actuel, quand la politique culturelle est passée sous la responsabilité du ministère de l'Éducation, de la Culture et de la Science. Aujourd'hui, le ministère a son siège, avec le ministère des Affaires sociales et de l'Emploi, à La Haye. Jusqu'en 1998, le ministère était situé à Ryswick.

## Organisation

### Ministres actuels
Le ministère est actuellement dirigé par un ministre et deux secrétaires d'État. Les bureaux principaux du ministère sont situés dans le centre de La Haye, dans l'immeuble Castalia.
Depuis le 3 juin 2025, le ministre de la Santé, du Bien-être et des Sports des Pays-Bas est Eddy van Hijum (NSC). Le secrétaire d'État de la Jeunesse, de la Prévention et des Sports est Vincent Karremans (VVD).

### Agences
Le ministère de la Santé publique, du Bien-être et des Sports comprend également plusieurs agences :
- Institut national de la santé publique et de l'environnement (RIVM, Rijksinstituut voor Volksgezondheid en Milieu) ;
- Inspection des soins de santé et de la jeunesse (nl) (IGJ, Inspectie Gezondheidszorg en Jeugd) ;
- Collège d'évaluation des médicaments (nl) (CBG, College ter Beoordeling Geneesmiddelen) ;
- Point d'information central sur les professions de santé (nl) (CIBG, Centraal Informatiepunt Beroepen Gezondheidszorg).

Activités abandonnées
- Institut néerlandais du vaccin (nl) (NVI, Nederlands Vaccin Instituut). L'Institut néerlandais du vaccin a été vendu en 2012 au Institut du sérum de l'Inde (SII)[3]. Les activités du NVI passent désormais sous la responsabilité du RIVM[3].